# Copa de Europa de baloncesto 1980-81
La vigésimo cuarta edición de la Copa de Europa de Baloncesto fue ganada por el equipo israelí del Maccabi Elite, que lograba su segundo título tras el conseguido en 1977, derrotando en la final a la Sinudyne Bologna italiano, en una final disputada en el Rhénus Sport de Estrasburgo, Francia.

## Fase de grupos de cuartos de final
Los equipos se dividieron en seis grupos de 4 equipos cada uno, jugando un sistema de todos contra todos, en el que el primero de cada uno se clasificaría para la fase de semifinales.
|  | Los dos primeros acceden a semifinales |

|    | Equipo      | Par. | Pts. | G | P | PF  | PC  | PD   |
| -- | ----------- | ---- | ---- | - | - | --- | --- | ---- |
| 1. | Real Madrid | 6    | 12   | 6 | 0 | 682 | 452 | +230 |
| 2. | Viganello   | 6    | 9    | 3 | 3 | 545 | 561 | -16  |
| 3. | Al-Zamalek  | 6    | 8    | 2 | 4 | 463 | 618 | -155 |
| 4. | Porto       | 6    | 7    | 1 | 5 | 483 | 542 | -59  |

|    | Equipo                  | Par. | Pts. | G | P | PF  | PC  | PD  |
| -- | ----------------------- | ---- | ---- | - | - | --- | --- | --- |
| 1. | Maccabi Elite           | 6    | 10   | 4 | 2 | 531 | 471 | +60 |
| 2. | Tours                   | 6    | 9    | 3 | 3 | 528 | 522 | +6  |
| 3. | Panathinaikos           | 6    | 9    | 3 | 3 | 519 | 543 | -24 |
| 4. | Sutton & Crystal Palace | 6    | 8    | 2 | 4 | 524 | 566 | -42 |

|    | Equipo     | Par. | Pts. | G | P | PF  | PC  | PD   |
| -- | ---------- | ---- | ---- | - | - | --- | --- | ---- |
| 1. | Bosna      | 6    | 11   | 5 | 1 | 614 | 475 | +139 |
| 2. | Honvéd     | 6    | 10   | 4 | 2 | 587 | 517 | +70  |
| 3. | UBSC Wien  | 6    | 9    | 3 | 3 | 558 | 501 | +57  |
| 4. | Stevnsgade | 6    | 6    | 0 | 6 | 382 | 648 | -266 |

|    | Equipo           | Par. | Pts. | G | P | PF  | PC  | PD   |
| -- | ---------------- | ---- | ---- | - | - | --- | --- | ---- |
| 1. | Sinudyne Bologna | 6    | 12   | 6 | 0 | 594 | 461 | +133 |
| 2. | CSKA Sofia       | 6    | 8    | 2 | 4 | 525 | 538 | -13  |
| 3. | Eczacıbaşı       | 6    | 8    | 2 | 4 | 493 | 533 | -40  |
| 4. | Partizani Tirana | 6    | 8    | 2 | 4 | 499 | 579 | -80  |

|    | Equipo           | Par. | Pts. | G | P | PF  | PC  | PD   |
| -- | ---------------- | ---- | ---- | - | - | --- | --- | ---- |
| 1. | Nashua EBBC      | 6    | 11   | 5 | 1 | 574 | 466 | +108 |
| 2. | Murray Edinburgh | 6    | 10   | 4 | 2 | 467 | 478 | -11  |
| 3. | Inter Slovnaft   | 6    | 9    | 3 | 3 | 504 | 524 | -20  |
| 4. | Hageby           | 6    | 6    | 0 | 6 | 491 | 568 | -77  |

|    | Equipo        | Par. | Pts. | G | P | PF  | PC  | PD   |
| -- | ------------- | ---- | ---- | - | - | --- | --- | ---- |
| 1. | CSKA Moscú    | 6    | 12   | 6 | 0 | 554 | 442 | +112 |
| 2. | Maes Pils     | 6    | 9    | 3 | 3 | 472 | 509 | -37  |
| 3. | Śląsk Wrocław | 6    | 8    | 2 | 4 | 542 | 557 | -15  |
| 4. | Pantterit     | 6    | 7    | 1 | 5 | 469 | 529 | -60  |

## Fase de semifinales
|  | Dos primeros avanzan a la final. |

|    | Equipo           | Par. | Pts. | G | P | PF  | PC  | PD  |
| -- | ---------------- | ---- | ---- | - | - | --- | --- | --- |
| 1. | Sinudyne Bologna | 10   | 17   | 7 | 3 | 864 | 837 | +27 |
| 2. | Maccabi Elite    | 10   | 16   | 6 | 4 | 903 | 880 | +23 |
| 3. | Nashua EBBC      | 10   | 15   | 5 | 5 | 902 | 901 | +1  |
| 4. | Bosna            | 10   | 14   | 4 | 6 | 926 | 946 | -20 |
| 5. | Real Madrid      | 10   | 14   | 4 | 6 | 912 | 895 | +17 |
| 6. | CSKA Moscú       | 10   | 14   | 4 | 6 | 813 | 861 | -48 |

## Final
| 26 de marzo de 1981 | Maccabi Elite                    | 80–79       | Sinudyne Bologna               | |  |
|                     | Parciales: 37-39, 43–40          |             |                                | |  |
|                     | Estadísticas Mickey Berkowitz 21 | Reporte Pts | Estadísticas 26 Marco Bonamico | Pabellón: Rhénus Sport, Estrasburgo Asistencia: 7.400 espectadores Árbitros: Peter van der Willige (NED), Lubomir Kotleba (CZE) |  |

| Campeón de la Copa de Europa 1980–81 |
| ------------------------------------ |
| Maccabi Elite 2º título              |